# Třída HE OPV 76
Třída HE OPV 76 je perspektivní třída oceánských hlídkových lodí nigerijského námořnictva. Celkem ji tvoří dvě jednotky. Mezi jejich úkoly patří protipirátské a protipašerácké operace, pomoc při živelních pohromách a mise SAR.

## Stavba
Stavba dvou jednotek této třídy byla objednána 3. října 2021 u tureckých loděnic Dearsan Gemi İnşa Sanayi v Istanbulu. Námořnictvu velící admirál Awwal Gambo při ceremoniálu uvedl, že stavba obou plavidel je součástí programu pro obnovu námořnictva pro roky 2021–2030. Stavba je plánována na roky 2022–2024. Kýl dvou jednotek byl založen 16. září 2022. Ceremoniálu se mimo jiné účastnil nigerijský ministr obrany a velitelé nigerijského námořnictva.
Jednotky třídy HE OPV 76:
| Jméno  | Založení kýlu | Spuštění na vodu | Dokončení | Status    |
| ------ | ------------- | ---------------- | --------- | --------- |
| (P203) | 16. září 2022 | 26. října 2023   |           | ve stavbě |
| (P204) | 16. září 2022 | 19. dubna 2024   |           | ve stavbě |

## Konstrukce
Trup je vyroben z oceli AH-36 a nástavby z hliníkové slitiny Sealium. Plavidla jsou vybavena tureckým bojovým řídícím systémem HAVELSAN ADVENT, vyhledávacím radarem GEM Elettronica SAIR-2D a elektro-optickým systémem řízení palby Gem Elettronica EOFCS. Výzbroj představuje 40mm kanón ve zbraňové stanici Leonardo Marlin na přídi, 30mm kanón ve zbraňové stanici Aselsan SMASH na plošině mezi komínem a přistávací plochou pro vrtulníky, dva 12,7mm kulomety v dálkově ovládaných zbraňových stanicích Aselsan STAMP a dva manuálně ovládané 12,7mm kulomety. Dále nesou dva dvojité protiletadlové raketové komplety krátkého dosahu Simbad-RC se střelami Mistral. Jsou vybaveny dvěma čluny RHIB. Na zádi se nachází přistávací plocha pro vrtulník, ale bez hangáru. Pohonný systém je koncepce CODAD. Tvoří jej čtyři diesely MAN 18VP185, roztáčející lodní šrouby se stavitelnými lopatkami. Nejvyšší rychlost dosahuje 28 uzlů. Dosah je 2500 námořních mil při ekonomické rychlosti. Vytrvalost je 16 dní.